# Barítono buffo
Barítono buffo es el nombre que recibe la voz de barítono ligero en papeles cómicos.
Un ejemplo de barítono buffo es el británico Andrew Shore como el médico ambulante Dulcamara en  L'elisir d'amore de Gaetano Donizetti.
Otro rol operístico de barítono buffo es el de Fray Melitón en La forza del destino de Giuseppe Verdi.
- Datos: Q5721499